# Distrito administrativo de Alta Argovia
El Distrito administrativo de Alta Argovia (en alemán Verwaltungskreis Oberaargau, en francés Arrondissement administratif de Haute-Argovie) es uno de los diez nuevos distritos administrativos del cantón de Berna. Tiene una superficie de 354 km². La capital del distrito es Wangen an der Aare.
Formado de la fusión de los distritos de Wangen y Aarwangen, y parte del distrito de Trachselwand, hace parte de la región administrativa de Emmental-Alta Argovia.

## Geografía
Situado en parte en la región conocida como Alta Argovia.
El distrito de Alta Argovia limita al norte con los distritos de Thal (SO) y Gäu (SO), al este con los de Zofingen (AG) y Willisau (LU), al sur con el del Emmental, y al oeste con los de Wasseramt (SO) y Lebern (SO).

## Comunas
| Distrito de administrativo de Alta Argovia | Distrito de administrativo de Alta Argovia | Distrito de administrativo de Alta Argovia |
| Comunas                                    | Población (31.12.2014)                     | Superficie km²                             |
| ------------------------------------------ | ------------------------------------------ | ------------------------------------------ |
| Aarwangen                                  | 4312                                       | 9.9                                        |
| Attiswil                                   | 1396                                       | 7.7                                        |
| Auswil                                     | 459                                        | 4.6                                        |
| Bannwil                                    | 702                                        | 4.8                                        |
| Berken                                     | 44                                         | 1.4                                        |
| Bettenhausen                               | 679                                        | 4.0                                        |
| Bleienbach                                 | 673                                        | 5.7                                        |
| Busswil bei Melchnau                       | 188                                        | 2.8                                        |
| Eriswil                                    | 1386                                       | 11.3                                       |
| Farnern                                    | 210                                        | 3.7                                        |
| Gondiswil                                  | 735                                        | 9.4                                        |
| Graben                                     | 326                                        | 3.2                                        |
| Heimenhausen                               | 1050                                       | 5.9                                        |
| Hermiswil                                  | 102                                        | 23.4                                       |
| Herzogenbuchsee                            | 6956                                       | 9.8                                        |
| Huttwil                                    | 4680                                       | 17.3                                       |
| Inkwil                                     | 625                                        | 3.4                                        |
| Langenthal                                 | 15 316                                     | 17.3                                       |
| Lotzwil                                    | 2514                                       | 6.2                                        |
| Madiswil                                   | 3149                                       | 23.19                                      |
| Melchnau                                   | 1537                                       | 10.4                                       |
| Niederbipp                                 | 4448                                       | 17.5                                       |
| Niederönz                                  | 1584                                       | 2.8                                        |
| Oberbipp                                   | 1684                                       | 8.5                                        |
| Obersteckholz                              | 418                                        | 3.9                                        |
| Ochlenberg                                 | 574                                        | 12.1                                       |
| Oeschenbach                                | 241                                        | 3.9                                        |
| Reisiswil                                  | 195                                        | 2.0                                        |
| Roggwil                                    | 3917                                       | 7.8                                        |
| Rohrbach                                   | 1401                                       | 4.1                                        |
| Rohrbachgraben                             | 404                                        | 6.5                                        |
| Rumisberg                                  | 470                                        | 5.2                                        |
| Rütschelen                                 | 567                                        | 4.0                                        |
| Schwarzhäusern                             | 497                                        | 3.7                                        |
| Seeberg                                    | 1426                                       | 15.8                                       |
| Thörigen                                   | 1064                                       | 4.5                                        |
| Thunstetten                                | 3199                                       | 9.7                                        |
| Ursenbach                                  | 909                                        | 9.2                                        |
| Walliswil bei Niederbipp                   | 211                                        | 1.4                                        |
| Walliswil bei Wangen                       | 577                                        | 3.1                                        |
| Walterswil                                 | 532                                        | 7.9                                        |
| Wangen an der Aare                         | 2201                                       | 5.2                                        |
| Wangenried                                 | 422                                        | 2.9                                        |
| Wiedlisbach                                | 2270                                       | 7.5                                        |
| Wolfisberg                                 | 187                                        | 2.4                                        |
| Wynau                                      | 1591                                       | 5.1                                        |
| Wyssachen                                  | 1168                                       | 11.8                                       |
| Total (47)                                 | 79 196                                     | 353.8                                      |

## Cambios desde 2010

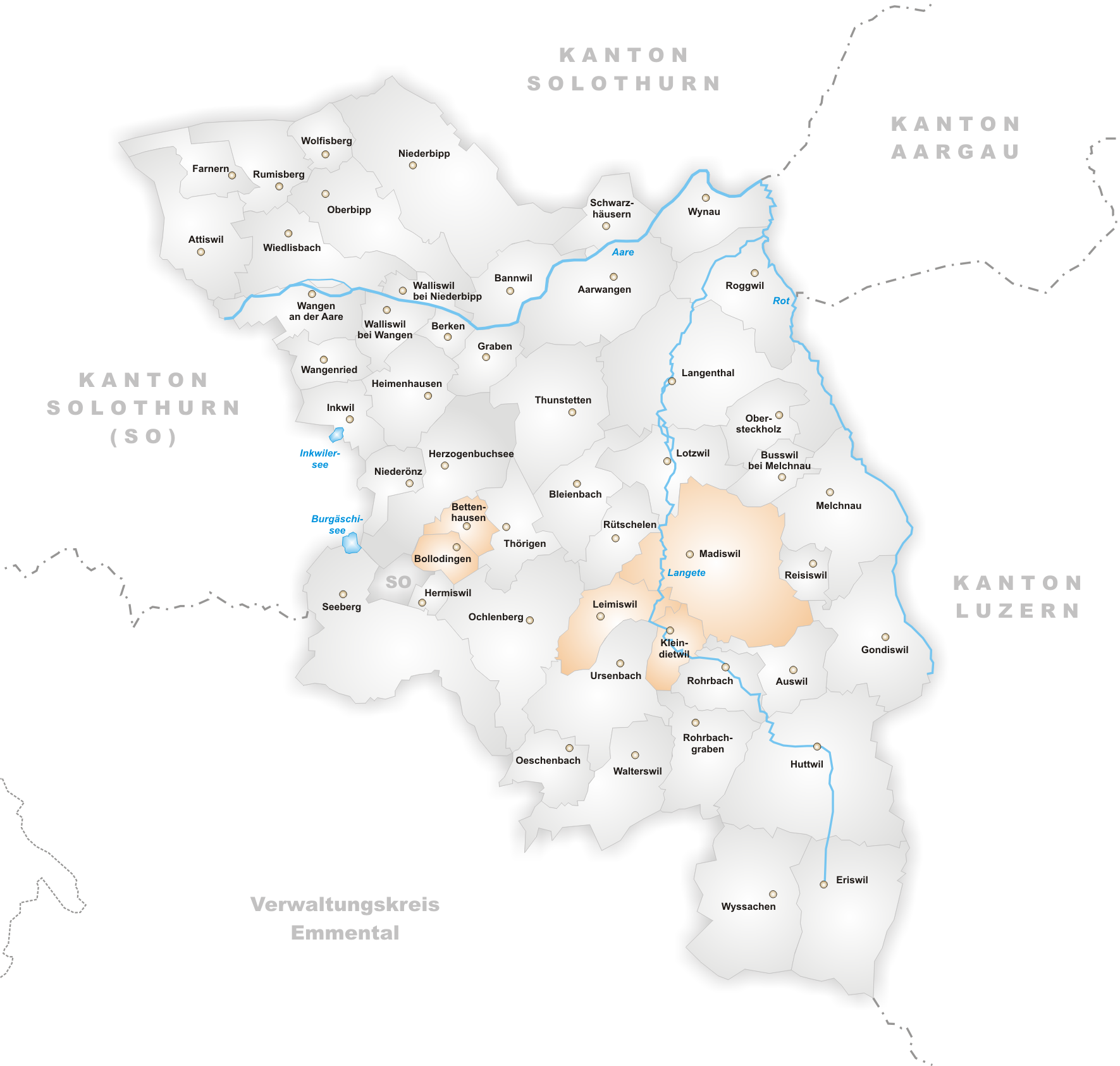
Comunas hasta 2010

### Fusiones
- 2011: Kleindietwil, Leimiswil y Madiswil → Madiswil
- 2011: Bettenhausen y Bollodingen → Bettenhausen